# Jules Linard
Pour les articles homonymes, voir Linard (homonymie).
Jules Linard, né le 2 février 1832 à Givet (Ardennes) et mort le 13 février 1882 à Paris, est un ingénieur français. Il est connu pour son activité d'inventeur et d'entrepreneur dans le domaine des sucreries.

## Biographie
Jules Linard est ingénieur des Arts et Métiers de formation. Il commence son activité professionnelle en travaillant pour la société Cail, réputée dans l’équipement industriel et notamment dans le matériel de sucreries. Il est l’auteur de plusieurs brevets d’invention pour cette industrie agro-alimentaire naissante et en plein essor. Il a notamment développé un nouveau système de râperie déposé en 1886. Cette invention est présentée et récompensée lors de l'exposition universelle de 1878. 
Fabricant de sucre, il installe près de 150 sucreries, avec le concours notamment de son frère Désiré,,.  
Il meurt le 13 février 1882 à Paris puis est inhumé à Fromelennes (Ardennes),. Son patrimoine sera liquidé par le tribunal de Paris, après plusieurs épisodes judiciaires.

## Distinctions
- Chevalier de la Légion d'honneur (1878) [6].

## Brevet notable
Jules Linard a inventé un système de râperie dont il dépose le brevet le 24 octobre 1866 et qu’il expérimente pour la première fois en 1867 à Saint-Acquaire, dans la commune de Boncourt, dans l'Aisne, pour alimenter sa sucrerie de Montcornet en 1867,. Le principe est de transformer les betteraves en jus le plus près possible des champs agricoles, et d'en amener les jus dans des tuyaux en fonte jusqu'à la sucrerie,. Le jus est additionné de chaux pour en éviter l'oxydation.